# Alfred William Carter
Alfred William »Nick« Carter, kanadski letalski častnik, vojaški pilot in letalski as, * 29. april 1894, Calgary, Alberta, † 17. december 1986, Vancouver.
Major Carter je v svoji vojaški službi dosegel 17 zračnih zmag.

## Življenjepis
Med prvo svetovno vojno je bil sprva pripadnik RNAS, nato pa RAF.

## Odlikovanja
- Distinguished Service Cross (DSC)